# Джозеф Пакстон

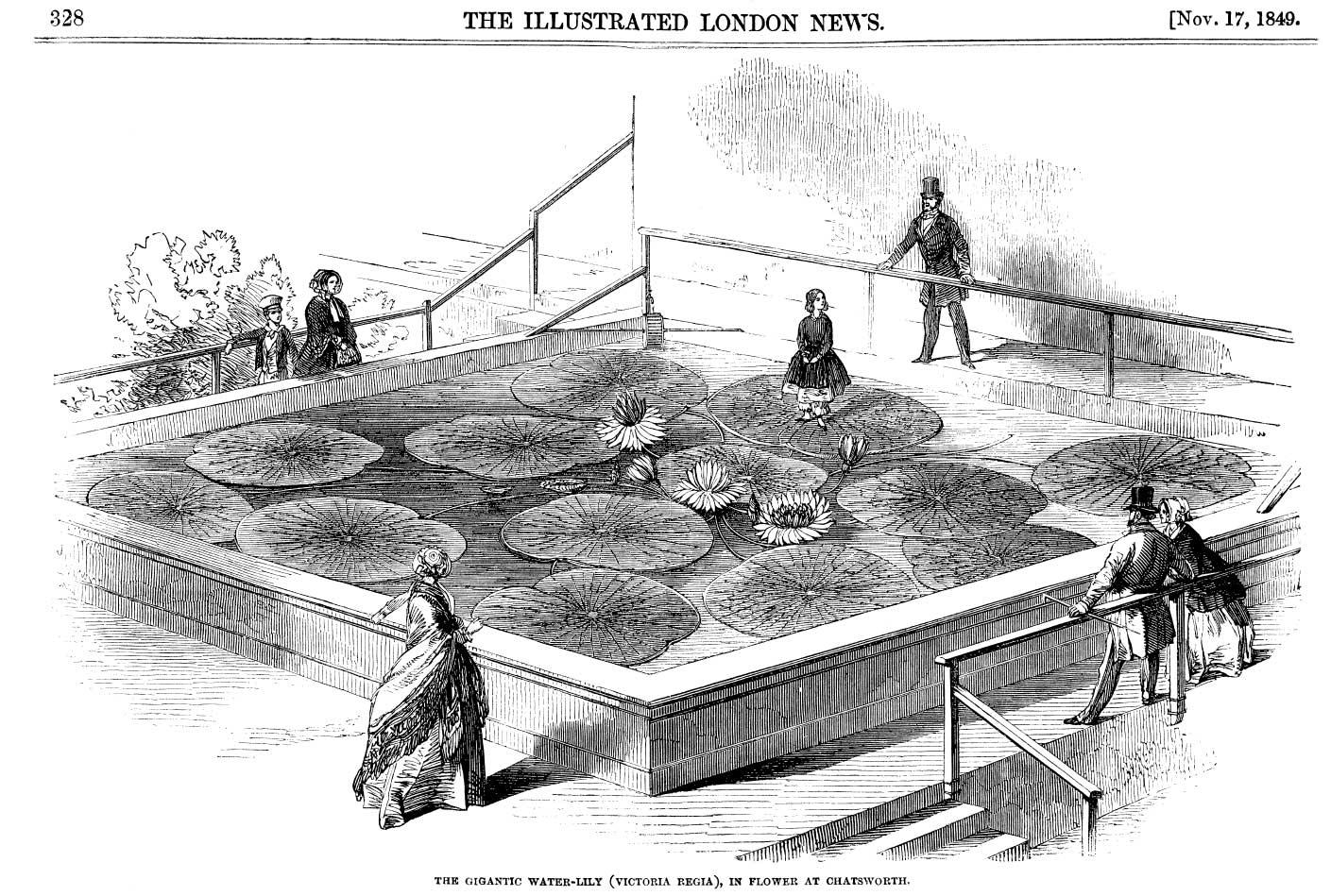
Енні Пакстон, донька архітектора, стоїть на листку Вікторії амазонської; ідею проекту Кришталевого палацу Пакстон узяв, вивчаючи будову цієї рослини.

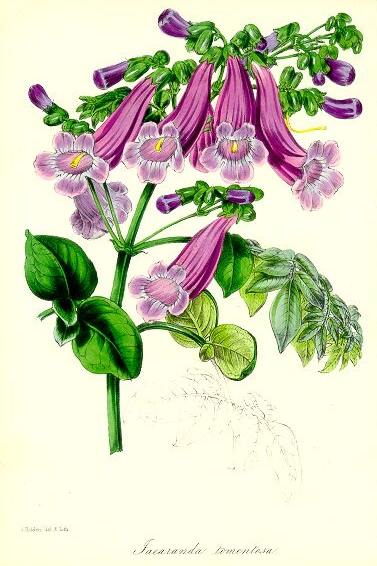
Jacaranda jasminoides, ілюстрація Пакстона в його журналі «Magazine of Botany»

Джозеф Пакстон (англ. Joseph Paxton, 3 серпня 1803, Мілтон Брайан, Бедфордшир — 8 червня 1865, Сіднем, Лондон) — англійський архітектор, садівник та ботанік.

## Біографія
Був сьомим сином небагатого фермера. Після закінчення школи допомагав братові, але через погане поводження пішов від нього та, додавши два роки до свого віку, вступив на навчання до садівника садівничого товариства в Чизіку. Незабаром молодого фахівця переманив до себе герцог Девонширський та зробив головним садівником Чатсворт-хаусу. Увійшовши в довіру до наймача, Пакстон заклав дендрарій, побудував великий фонтан та скляні оранжереї. У ті часи вже знали, що на розвиток рослин впливає кут нахилу сонячних променів, і садівник застосував ці відомості на практиці. Крім того, він вигадав складну систему жолобів для відведення води. Головною перевагою теплиць Пакстона була їх портативність.
У 1837 році він побудував Велику оранжерею, на той час найбільшу скляну споруду у світі. Терморегуляцію забезпечували вісім котлів та 11 кілометрів труб. Недоліком споруди була дорожнеча обслуговування (у 1923 році оранжерею знесли). Пакстон також займався вивченням будови величезних листків водної рослини Вікторія амазонська (Victoria amazonica), ці заняття підказали йому деякі ідеї для будівництва Кришталевого палацу.
У 1850 році на конкурс проектів палацу для Всесвітньої виставки було подано понад 200 проектів, більшість із яких вимагало великих часових та грошових затрат. Дізнавшись про це, Пакстон на засіданні правління залізничної компанії намалював ескіз, підказаний будівництвом теплиці для вікторії амазонської. Проект зустрів схвалення в суспільстві та, хоча і не без опору, був прийнятий комісією. Конструкція з чавуну та листового скла як би втілювала свіжі досягнення британської науки та промисловості, коштувала відносно недорого та могла бути розібрана після закінчення виставки. За свою роботу архітектор був посвячений у лицарі.
В останні роки життя Пакстон планував міські сади у багатьох місцях Англії, будував заміські будинки для баронів де Ротшильд, співпрацював із Королівськими ботанічними садами в К'ю, займався політикою та видавав журнали.
Архітектор був одружений та мав 8 дітей.
Джозеф Пакстон помер 8 червня 1865 року у своєму будинку у Сіднемі в Лондоні.

## Публікації
У 1831 році Пакстон почав видавати щомісячний журнал The Horticultural Register, у 1834 році — Magazine of Botany. Кишеньковий ботанічний словник (англ. Pocket Botanical Dictionary) вийшов у 1840 році, Квітниковий сад (англ. The Flower Garden) у 1850 та Календар садових подій (англ. Calendar of Gardening Operations). У 1841 році він став співзасновником одного з найпопулярніших журналів з садівництва Хроніка садівників (англ. The Gardeners' Chronicle) разом із Джоном Ліндлі,  Чарлз-Вентвортом Дільком та Вільямом Бредбері, а згодом став його редактором.